# Zizyphomyia angusta
Zizyphomyia angusta là một loài ruồi trong họ Tachinidae.